# Ел Ей Найт
Шон Рікер (англ. Shaun Ricker, нар. 1 листопада 1982, Гейґерстаун, Меріленд) — американський реслер. На цю мить має контракт з WWE, де він виступає на Smackdown під псевдонімом Ел Ей Найт (англ. LA Knight) і є дворазовим чемпіоном Сполучених Штатів WWE. Також відомий за виступами в Impact Wrestling (2015 — 2019) під ім'ям Ілай Дрейк.

## Кар'єра в професійному реслінгу

### Ранні роки (2003—2010)
Рікер переїхав до Цинциннаті після закінчення школи і почав тренуватися у 20 років 17 березня 2003 року, працюючи на лісопилці і в ресторані. Він почав виступати у Heartland Wrestling Association (HWA) того ж року під іменем Дюс (англ. Deuce). 9 листопада 2004 року, Рікер виграв HWA Television Championship і програв його 4 січня 2005 року.

### National Wrestling Alliance (2009—2012)

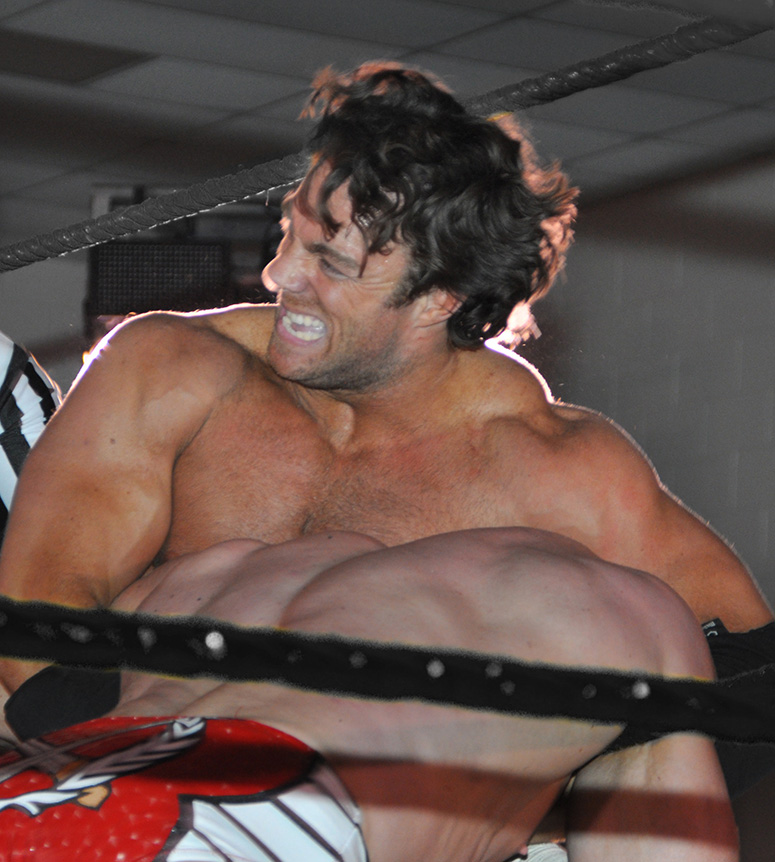
Рікер виступає як Слейт Рендал у лютому 2014

#### NWA Championship Wrestling from Hollywood (2010—2013)
У грудні 2010, Рікер почав виступати у NWA Championship Wrestling from Hollywood. Він об'єднався з Браяном Кейджем, утворивши команду The Natural Selection. 8 грудня вони перемогли The RockNES Monsters і стали NWA Heritage Tag Team Championship. Утримуючи титули понад 200 днів, The Natural Selection програли їх The Tribe, коли Кейдж пропустив подію, що призвело до того, що матч став гандикапним. Потім Рікер ворогував з Кейджем протягом декількох місяців, залишаючись рівним за перемогами, поки не переміг Кейджа, поклавши край їхній ворожнечі наприкінці 2012 року.
2 червня 2013 року він покинув компанію.

### WWE (2013—2014)
У травні 2013 року Рікер був одним з багатьох рестлерів, які проходили медичне тестування, необхідне для підписання контракту з WWE, перш ніж він приєднався до WWE Performance Center. Раніше він періодично з'являвся у WWE протягом багатьох років; він об'єднався з Джоном Мокслі у програшному поєдинку проти Біг Шоу у травні 2006 року та зіграв охоронця під час сегменту за участю СМ Панка та Кевіна Неша на шоу Raw у серпні 2011 року.
Після підписання контракту з WWE Рікер отримав рингове ім'я Слейт Рендал і дебютував, перемігши Йоші Тацу в темному матчі під час запису NXT у жовтні 2013 року. Після цієї перемоги він виступав лише як підсилювач на NXT, програвши таким реслерам, як Барон Корбін, Моджо Роулі та Мейсон Райан. 1 серпня 2014 року він був звільнений з WWE.

### Повернення у WWE

#### NXT (2021—2022)
14 лютого 2021 року стало відомо, що Рікер знову підписав контракт з WWE. На NXT TakeOver: Vengeance Day пізніше тієї ж ночі він дебютував під новим ринговим ім'ям Ел Ей Найт. 17 березня він дебютував на рингу в епізоді NXT, перемігши Августа Грея. У перший вечір TakeOver: Stand & Deliver 7 квітня він брав участь у Gauntlet Eliminator для майбутнього матчу за північноамериканський титул NXT, але Рікер вибув. Після цього Найт об'єднався з Тедом ДіБіасі. На турнірі TakeOver: In Your House 13 червня він переміг Кемерона Граймса в матчі з драбинами, щоб виграти знову введений титул на мільйон доларів. Пізніше Найт зрадив ДіБіасі, напавши на нього під час церемонії нагородження, перш ніж був зупинений Граймсом. Найт переміг Граймса на The Great American Bash 6 липня, причому Граймс став його особистим дворецьким згідно з умовами матчу-реваншу. В епізоді NXT від 10 серпня Найт погодився захищати чемпіонський титул проти Граймса на NXT TakeOver 36 за умови, що ДіБіас замінить Граймса на посаді дворецького Найта в разі перемоги Найта. На шоу 22 серпня Найт програв титул, протримавши його 70 днів, Граймсу після втручання ДіБіасі.
В епізоді NXT від 14 вересня Найт програв дебютанту Брону Брейкеру. Пізніше того ж вечора він не зміг виграти чотиристоронній матч за вакантний титул чемпіона NXT. У жовтні у нього почалася ворожнеча з Грейсоном Воллером. В епізоді NXT від 23 листопада Воллер став лиходієм, лаючи фанатів, а Найт став героєм, протистоячи йому; перед матчем з Джо Гейсі на нього напав Воллер. На WarGames 5 грудня Найт об'єднався з Джонні Гаргано, Пітом Данном і Томмазо Чампа в команду Black & Gold, де вони зазнали поразки від команди 2.0 (Брейкер, Кармело Гейз, Грейсон Воллер і Тоні Д'Анджело) в матчі WarGames. 8 березня на Roadblock Найт зіткнувся з Воллером у матчі Last Man Standing, який він програв. Наступного тижня на NXT він безуспішно кинув виклик Дольфу Зігглеру за титул чемпіона NXT. Після цього він почав коротку ворожнечу з Гюнтером, який образився на те, що Найт отримав матч за титул чемпіона NXT, просто викликавши Зігглера. Наступного тижня Найт зіткнувся з Гюнтером після його матчу з Дюком Хадсоном і викликав його на матч на NXT Stand & Deliver 2 квітня. Він зазнав поразки від Гюнтера у своєму останньому матчі в NXT перед підвищенням до основного ростеру.

#### Початок у головному ростері
Найт вперше з'явився в основному ростері 24 січня 2022 року в епізоді Raw, взявши участь у закулісному сегменті з The Dirty Dawgs (Дольф Зігглер і Роберт Руд). У темному сегменті перед епізодом SmackDown від 15 квітня Найт з'явився як злий менеджер, оголосивши про своє нове угрупування «Knight Model Management», і став менеджером Мейса і Мансура. Ракурс перейшов на телебачення в епізоді SmackDown від 20 травня, коли він дебютував на телебаченні під ринг-іменем Макс Дюпрі. В епізоді SmackDown від 1 липня Дюпрі оголосив Мейса та Мансура, під видозміненими іменами «масе» та «мансуа», як учасників Maximum Male Models, до яких приєдналася його сюжетна сестра Максін Дюпрі (раніше відома як Софія Кромвель з NXT). Дюпрі розірвав стосунки з Maximum Male Models 30 вересня в епізоді SmackDown. Наступного тижня він побив Мейса та Мансура і повернувся до свого образу Ел Ей Найта.
Після нетривалої ворожнечі з Рікошетом, Найт у листопаді вступив у ворожнечу з Бреєм Вайаттом і програв йому в матчі Mountain Dew Pitch Black на Royal Rumble у січні 2023 року; це був останній матч Вайатта перед його несподіваною смертю через вісім місяців у віці 36 років. 31 березня в епізоді SmackDown Найт брав участь у Andre the Giant Memorial Battle Royal, але його вибив Бронсон Рід.

#### Зростання популярності (2023—2024)
Протягом наступних кількох місяців популярність Найта серед фанатів почала зростати, попри його поганий рекорд перемог і те, що його екранний персонаж був лиходієм. У епізоді SmackDown від 2 червня Найт переміг Монтеса Форда, щоб кваліфікуватися на чоловічий матч з драбинами Money in the Bank. На однойменному турнірі матч виграв Деміан Пріст, який скинув Найта з драбини, щоб заволодіти чемоданом. Найт взяв участь у турнірі за претендентство на титул чемпіона США, але програв на стадії півфіналу. Наступного тижня він переміг Ашанте «Thee» Адоніса і був підтверджений як учасник матчу Slim Jim Battle Royal на майбутньому супершоу SummerSlam в серпні, який він врешті-решт виграв, здолавши Шеймуса як останнього суперника. Через два вечори на Raw, після місяців виступів у ролі нейтрального персонажа, він став героєм і почав суперництво з Мізом. На Payback він переміг Міза за участю Джона Сіна як несподіваного спеціального рефері. Через два тижні, 15 вересня, в епізоді SmackDown Найт переміг Міза у матчі-реванші, поклавши край їхній ворожнечі.
Після тижневої перерви Найт повернувся в епізоді SmackDown 29 вересня, щоб допомогти Сіні проти Джиммі Усо і Соло Сікоа, замінивши Ей Джея Стайлза, який отримав травму від Джиммі і Соло. Найт виступив у команді з Сіною проти Джиммі та Соло на Fastlane, успішно утримавши Усо. Найт повернувся на NXT в епізоді від 10 жовтня, щоб бути спеціальним запрошеним рефері на матчі чемпіонату NXT між Іллею Драгуновим та північноамериканським чемпіоном NXT Домініком Містеріо. Потім Найт вступив у ворожнечу з Абсолютним чемпіоном WWE Романом Рейнсом, і було оголошено про матч за титул на супершоу Crown Jewel, де Найт програв Рейнсу після втручання The Bloodline.

#### Чемпіон Штатів (2024—дотепер)
Виграв у Лоґана Пола титул чемпіона Сполучених Штатів на SummerSlam, вигравши таким чином своє перше чемпіонство у основному ростері WWE. Програв пояс японцю Шінске Накамурі на Survivor Series 2024 року, однак повернув його 7 березня 2025 року в епізоді SmackDown. Втім, програв титул Джейкобу Фату на Реслманії 41.

## Інші медіа
У 2013 році Рікер з'явився в реаліті-шоу Герой на каналі TNT, яке вів Двейн Джонсон.
У 2015 році Рікер з'явився в епізоді серіалу Бруклін 9-9 «Весілля Бойла-Лінетті» в нерозмовній ролі Маріо, бодибілдера, який одружується. Детектив Террі Джеффордс (Террі Крюс) грає священика.
У січні 2020 року Рікер знявся в сценах для остаточно закинутого четвертого сезону драми Netflix Сяйво в ролі персонажа, на ім'я Ді-джей Гендерсон, разом з Райаном Неметом.
Рікер з'являється як Ел Ей Найт у WWE 2K22 та WWE 2K23. Він також озвучував «Парагона Джея Пірса» в режимі MyRise у WWE 2K22, а також виконував рухи для інших рестлерів WWE в багатьох іграх WWE 2K.

## Особисте життя
Рікер перебуває у довготривалих стосунках з фітнес-інструктором Мішель Явуллою. Вони мають двох собак і живуть в Орландо, Флорида.

## Титули та досягнення
- National Wrestling Alliance
  - Світовий командний чемпіон NWA — з Джеймсом Штормом[66]
- Pro Wrestling Illustrated
  - 32 місце в рейтингу топ 500 реслерів PWI 500 у 2018[67]
- Total Nonstop Action Wrestling / Impact Wrestling
  - Чемпіон світу Impact (1 раз)[68]
  - Світовий командний чемпіон Impact (1 раз) — зі Скотом Штайнером[69]
  - Телевізійний чемпіон TNA (1 раз)[70]
- Wrestling Observer Newsletter
  - Найгірший образ (2022) як учасник Maximum Males Models[71]
- WWE
  - Чемпіон на мільйон доларів (1 раз)[72]
  - Переможець SummerSlam Slim Jim Battle Royal (2023)
  - Чемпіон Сполучених Штатів WWE (2 рази)